# Зникаючі сліди
«Зникаючі сліди» (рос. Исчезающие следы) — російськомовний телесеріал 2020 року знятий в Україні. Виробництвом телесеріалу займалася кінокомпанія IVORY films на замовлення ТРК «Україна». Режисером телесеріалу виступив Сергій Толкушкін.
Прем'єра телесеріалу в Україні відбулася 17 лютого 2020 року на телеканалі ТРК Україна. Прем'єра телесеріалу в Росії відбулася 25 січня 2021 року на телеканалі ТВЦ.

## Сюжет
Колись, у щасливій родині Кирила і Тетяни сталася трагедія. Їхню маленьку доньку Уляну викрали, і коли Кирило, працівник поліції, приїхав на зустріч із викрадачем, щоб визволити доньку, на його очах машина, в якій знаходилися його дитина і злочинець, вибухнула. Переживши таке, здавалось мужній духом та сильний характером чоловік важко переживав горе. Він вважав саме себе винним у тому, що трапилося. Врешті-решт Кирило впав у затяжну депресію. Це привело не лише до втрати дружини, але й, навіть, роботи в правоохоронних органах.
|  | «Чоловік, який помер внутрішньо, і прямо з першої серії він починає шлях до свого відродження, щоб знову зажити повноцінним життям», описав внутрішні переживання виконавець головної ролі актор Михайло Хімічов. |

Весь цей час Кирило жив тим, що його донька Уляна не загинула. Адже на місці вибуху поліціянти не знайшли ні тіла доньки, ні її викрадача. Погані здогадки підігрівались тим, що у місті зникали все активніше дорослі та діти. Тому Кирилу як досвідченому і професійному оперативнику допомагають повернутися на роботу в поліцію, де він має працювати пліч-о-пліч з кращим профайлером — колишньою дружиною Тетяною.
Весь серіал пронизує любовна лінія головних героїв. Крім того, в кожній серії є закінчена історія — злочин і його розкриття.

## У ролях
Головні
- Михайло Хімічов — Кирило
- Катерина Рябова — Тетяна

Повторювані
- Кирило Рубцов — Олег
- Марія Дахно — Уляна
- Ксенія Мішина — Женя
- Марк Дробот — Артем
- Павло Тупіков — Богдан
- Олеся Власова — Аліна
- Володимир Ращук — Даніла
- Олександра Сизоненко — Даша
- Ірина Гришак — Марина
- Олена Хохлаткіна — Софія
- Руслан Коваль — Вєткін
- Катерина Власенко — Рита
- Роман Ясинівський — Артур
- Андрій Любич — Тимур
- Олександра Польгуй — Оксана
- Євген Рачок — Степан
- Анжеліка Ешбаева — Катя
- Віктор Швець — Михалич
- Ірина Тамім — медсестра
- Олександр Третьяченко — Славський
- Катерина Савенкова — Оля
- Марина Мельяновська — Ліля (Немає в титрах)
- Максим Боряк — Гнат (Немає в титрах)
- Ірина Ткаченко — Ірина (Немає в титрах)
- Лілія Цвелікова — Олександра (Немає в титрах)
- Іван Вороний — Микита (Немає в титрах)
- Аліса Дебабова-Лукшина — Наташа (Немає в титрах)
- Володимир Пітеров — Анатолій, міністр МВС
- Маркіян Мірошниченко — Рябов, студент
- Микола Кий — Семен (Немає в титрах)
- Дарина Соколюк — Вероніка (Немає в титрах)
- Максим Далекорей — Гліб (Немає в титрах)
- Микита Назаренко — Антон (Немає в титрах)
- Андрій Садовський — Саня, опер (Немає в титрах)

Озвучування
Дмитро Рассказов-Тварковський

## Виробництво
Серіал знімали з жовтня 2019 року у Києві та Київській області.